# Субирия, Амайя
Амайя Субирия Тельерия (баск. Amaia Zubiria Telleria; род. 11 сентября 1947, Усурбиль, Гипускоа, Испания) — испанская (баскская) певица.

## Биография
Родилась в Усурбиле 11 сентября 1947 года. По воспоминаниям Субирии, её семья была бедной, а отец страдал от алкогольной зависимости. Родители не одобряли желание Амайи заниматься музыкой, и в возрасте шестнадцати лет она начала тайно участвовать в вокальных конкурсах. В возрасте девятнадцати лет вышла замуж.
В середине 1970-х годов познакомилась с певцом Чомином Артолой, и они создали группу Haizea (с баск. — «ветер»). В 1980-е годы начала сольную карьеру.
В 1995 году принимала участие в «Фестивале Дуранго» в Мексике, где исполнила песню Amonaren Mengantza.
С 1996 по 2010 год преподавала различные музыкальные дисциплины.
В 2001 году стала членом жюри Баскского вокального чемпионата.
В 2021 году объявила о завершении музыкальной карьеры, назвав премию «Адарра» «завершением своего музыкального круга».

### Семья
Родители — Хуан Субирия Гармендия и Ишидра Тельерия Содупе.
Братья: Иманоль, Андони, Хоше Бернардо, Игнасио, Хуанито, Хуан Хоше; сестра Исаскун.
Трое детей, в том числе сын Эдорта Амуруа, певец и гитарист.

## Дискография

### В составе группыHaizea
- Haizea (1977)
- Hontz gaua (1979)

### Сольная карьера
- Egun argi hartan (1985, с Паскалем Генем)
- Kolorez eta ametsez (1986, с Паскалем Генем)
- Hamar urte zineman (1990, с Паскалем Генем)
- Folk lore sorta I (1991, с Чомином Артолой)
- Folk lore sorta II (1992,  с Чомином Артолой)
- Folk lore sorta III (1993, с Чомином Артолой)
- Amonaren mengantza (1995)
- Ho pitxu ho (1998)
- Mami xuri (1998)
- Haatik (2002)
- Nabil (1008)
- Amona Mantangorri (2011)

## Саундтреки
- La fuga de Segovia (1981)
- Zergatik Panpox (1986)
- Ander eta Yul (1989)
- Loraldia (1991)
- Santa Cruz, el cura guerrillero (1991)
- La isla del cangrejo (2000)
- Yoyes (2000)[3]

## Награды
В 2021 году Амайя Субирия стала лауреатом премии «Адарра» (ежегодной премии общества Donostia Kultura, вручаемой баскоязычным исполнителям). Награждение состоялось 21 июня 2021 года в Театре Виктории Евгении в Сан-Себастьяне.